# Dasydorylas roseri
Dasydorylas roseri är en tvåvingeart som först beskrevs av Becker 1898.  Dasydorylas roseri ingår i släktet Dasydorylas och familjen ögonflugor. Inga underarter finns listade i Catalogue of Life.